# Dichelia
Dichelia es un género de polillas de la familia Tortricidae.

## Especies
- Dichelia alexiana (Kennel, 1919)
- Dichelia histrionana (Frolich, 1828)
- Dichelia miserabilis Strand, 1918
- Dichelia numidicola Chambon, in ChambonFabre & Khemeci, 1990
- Dichelia clarana Meyrick, 1881